# Culicoides subfagineus
Culicoides subfagineus är en tvåvingeart som beskrevs av Delecolle och Ortega 1999. Culicoides subfagineus ingår i släktet Culicoides och familjen svidknott.
Artens utbredningsområde är Spanien. Inga underarter finns listade i Catalogue of Life.